# 王文韶
王文韶（1832年12月12日—1908年12月31日），字夔石，号耕娱、赓虞，晚号退圃，浙江省杭州府仁和县（今杭州市下城區清吟巷）人。晚清重臣，洋务派中坚之一。历仕咸同光三朝，官运亨通，权倾一时，但为人圆滑，明於趋避，有“琉璃蛋”之称。谥文勤。

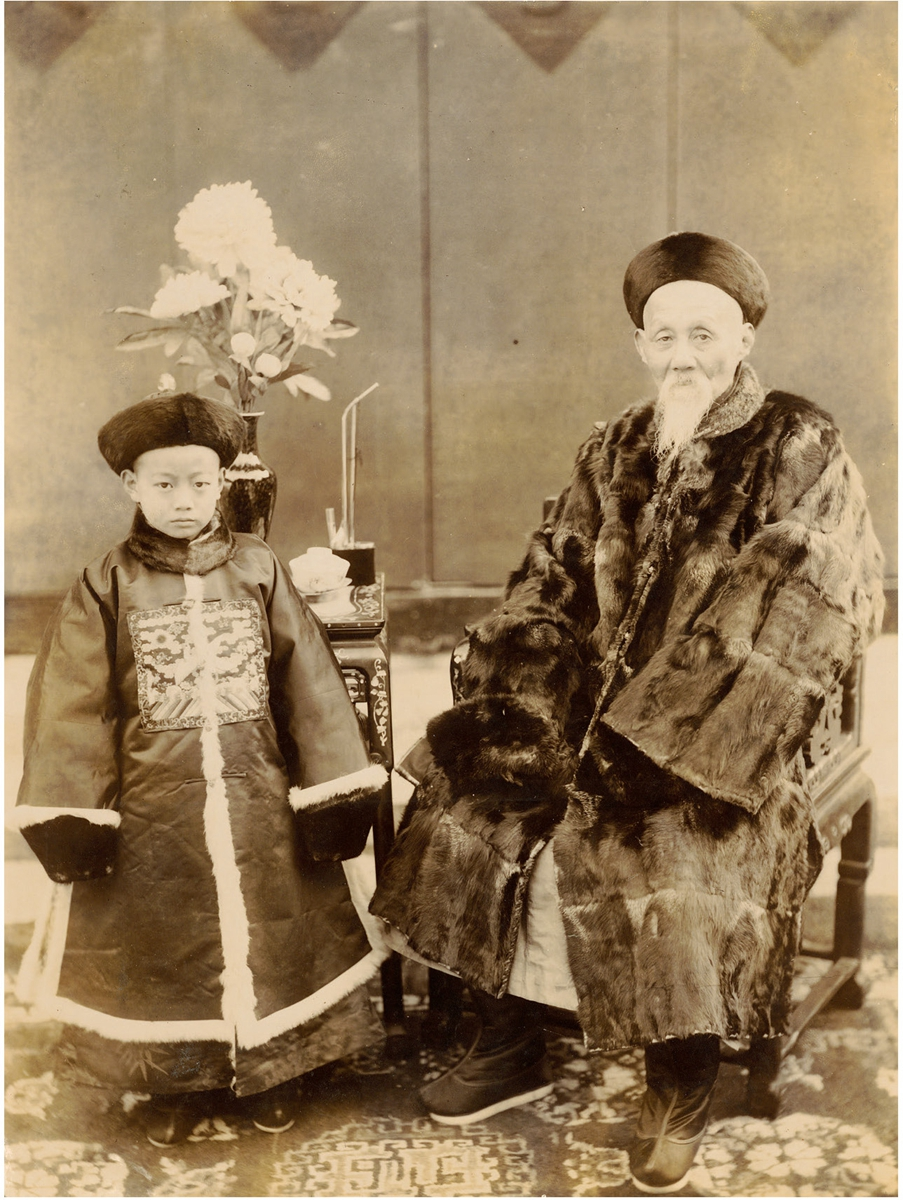
咸豐二年壬子恩科進士王文韶

## 生平
道光十二年十月二十一日（1832年12月12日），生於苏州府嘉定，有资料讹记为杭州，然其籍贯则为杭州府无误。出身贫寒，文韶通过科举步入仕途。其家族于明代自上虞迁至杭州，祖父为一普通盐商。
咸丰元年（1851年）辛亥恩科举人，咸丰二年（1852年）联捷进士，授予户部主事之职。后累迁郎中，出为湖北安襄郧荆道道員。才能優異。得到左宗棠、李鸿章赏识，交相推荐。在同治回乱以及捻军战乱期间作为陕甘后路粮台助理左宗棠的战事。升湖北按察使，迁湖南布政使。同治十年(1871年)，署理湖南巡抚，农历十一月到任。任职总共6年。期间曾多次军事镇压民众，包括张秀眉的苗民起事等。于1872年5月基本平定苗疆反清叛乱，其余部亦于6月遭剿灭。此后任职兵部侍郎，并直军机。还曾担任礼部侍郎，兼总理衙门行走。光绪十五年（1889年），授云贵总督，镇压起义有功。
甲午战争后，任直隶总督、北洋大臣，继续推进李鸿章的洋务运动，任内散遣冗兵、兴办水师和武备学堂、革漕运积弊、开矿（吉林三姓金矿、磁州煤矿）、兴筑京汉铁路，并奏设北洋大学堂、山海关北洋铁路官学堂、育才馆、俄文馆，成就斐然。
光绪二十四年（1898年）入值军机，以户部尚书协办大学士。二十六年（1900年），义和团運動正盛，他反对对外启衅。八国联军攻陷北京时，是唯一一路随护皇室到西安的军机大臣，力主对外妥协，晋升体仁阁大学士。后历任外务部会办大臣、全权大臣、政务处大臣、督办路矿大臣，授文渊阁大学士、武英殿大学士。1907年回到杭州养老。于清吟巷府邸居住。
王文韶十分敬佩左宗棠，称其为“伟人”，对于林则徐则有微议，认为他行事作风过于强硬，拖累大局。王文韶在仕途早期即与西方国家外交官有来往。他对西方文化持开放态度，并愿意听取西洋外交官的意见。在一次参访美军军舰时，他曾感叹“兵制如此严肃，军火如此壮丽，诚未可以力与之角胜也”。在清末民变问题上，王文韶并不完全认同清廷，对苗疆起事者抱有同情，但仍全力执行被授予的职责。
其府邸王文韶大学士府今为杭州市第三批市级文物保护单位，由西泠印社和民居占用。

## 著作
著作有《退圃老人宣南奏議》、《王文韶日记》等。

## 家庭
祖王骥、父王又沂。有子王庆甲。

## 延伸阅读
[在维基数据编辑]
 《清史稿·卷437》，出自趙爾巽《清史稿》
 在维基共享资源阅览影像

## 外部連結
- 王文韶 （页面存档备份，存于） 中研院史語所

| 官衔          | 官衔                                                                                   | 官衔          |
| ------------- | -------------------------------------------------------------------------------------- | ------------- |
| 前任： 翁同龢 | 戶部漢尚書 光緒二十四年五月丁巳－光緒二十六年十月癸丑 （1898年6月23日－1900年12月6日） | 繼任： 鹿傳霖 |